# Choe Hyo Gyong
Choe Hyo Gyong (n. 10 mai 2000) este o luptătoare ce a reprezentat Coreea de Nord, medaliată olimpică. A participat la o ediție a Jocurilor Olimpice (2024) în care a câștigat o medalie de bronz.

## Participări
Lista de mai jos prezintă principalele competiții la care a participat Choe Hyo Gyong de-a lungul carierei.
- Lupte la Jocurile Olimpice de vară din 2024 - Libere feminin 53 kg